# Chaparral
Con il termine chaparral si intende la vegetazione arbustiva sempreverde simile alla vegetazione mediterranea che cresce in California.
Questa fascia vegetazionale si estende tra le pendici occidentali più basse della Sierra Nevada, la Great Valley e alcune altre catene trasversali nella parte più meridionale, oltre a tutta la costa californiana a sud di San Francisco.
In questa regione il clima è caratterizzato da inverni miti, piogge scarse (inferiori a 250 mm annui nelle zone più interne), estati calde e aride con 3-4 mesi senza precipitazioni nel periodo giugno-settembre. Le temperature medie oscillano tra i 15 e i 17 °C. In realtà si passa da un clima mediterraneo più umido nella fascia costiera a uno mediterraneo più secco nelle zone interne.

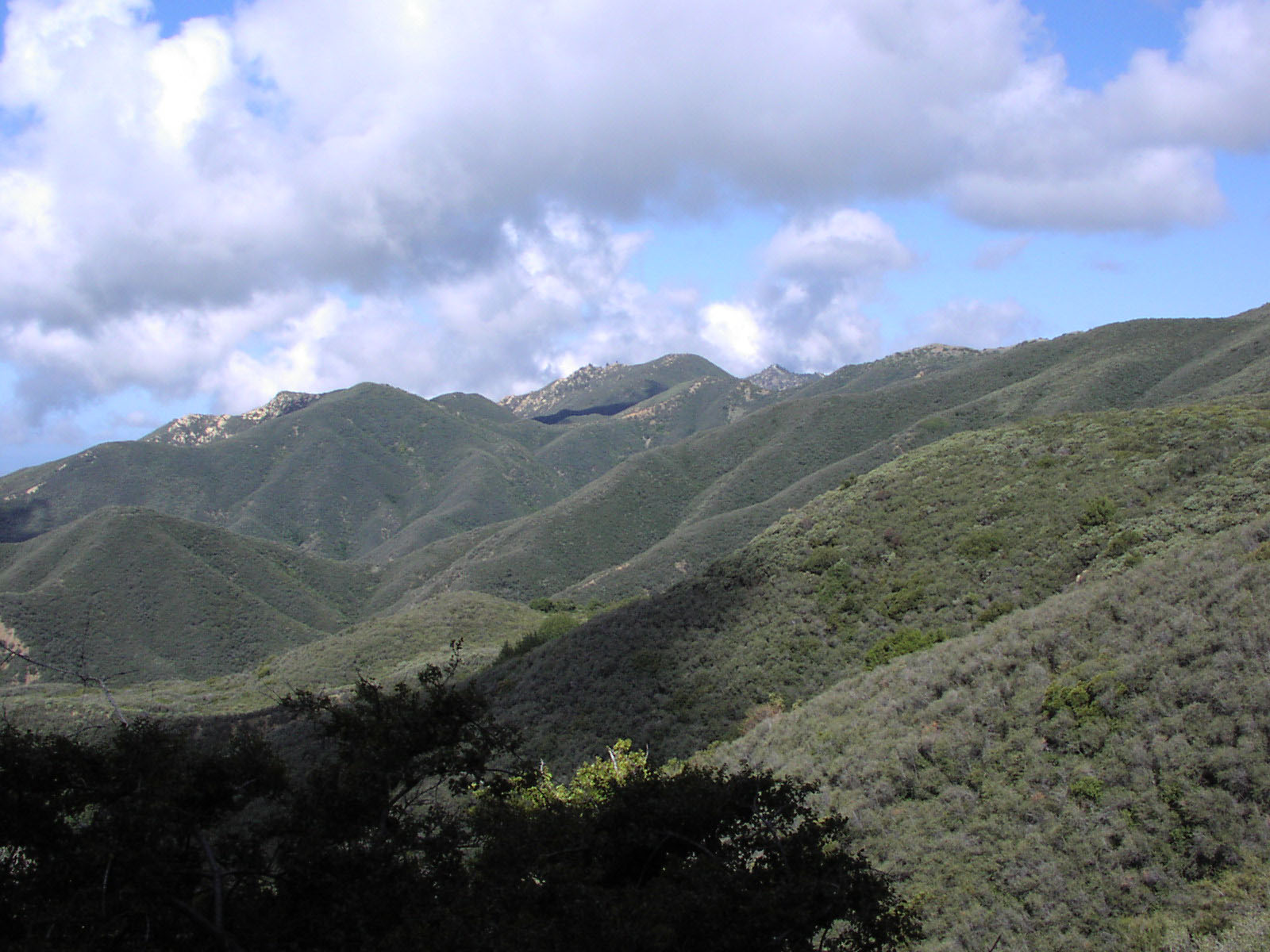
Chaparral sui Monti di Santa Ynez, nei pressi di Santa Barbara, California.

Anche in questa regione dominano le latifoglie sempreverdi sclerofille, talvolta miste a conifere sempreverdi, ma qui, a differenza degli ambienti mediterranei europei, vaste aree sono state risparmiate dall'attività dell'uomo.

## Flora
I botanici distinguono essenzialmente due tipi di formazione.
Il primo, forestale, che rappresenta lo stadio finale di una serie di passaggi graduali della vegetazione mediterranea e il cui sviluppo è favorito da un'alta piovosità, si colloca tra 500 e 1000 m di quota sulle pendici delle catene sopra citate. Le essenze dominanti sono varie specie di querce sempreverdi o, al massimo, semidecidue, quali Quercus agrifolia, Q. engelmannii, Q. douglasii, Q. wislizenii, Q. arizonica, Q. emoryi e Q. chrysolepis; quest'ultima forma delle foreste miste con Pinus coulteri, P. salviniana e Pseudotsuga macrocarpa.
La seconda è una formazione molto caratteristica di questa regione, il chaparral (dallo spagnolo chaparra, quercia cespugliosa), un arbusteto sempreverde che assomiglia alla nostra macchia mediterranea, ma che ne differisce per la composizione floristica e perché la maggior parte degli arbusti non supera i 2 m di altezza. Sono comuni a entrambe queste formazioni i generi Quercus e Rhamnus. Data l'ampia estensione dell'area mediterranea, il chaparral presenta numerose variazioni nella componente floristica.
Caratteristica comune sembra essere tuttavia la mancanza di specie arboree, determinata non dall'intervento antropico, ma dai fattori climatici che ne impediscono lo sviluppo.
Mentre dunque la macchia mediterranea è conseguenza del disboscamento operato dall'uomo fin dal Medioevo, il chaparral è presente in California dalla fine del Terziario.

## Fauna
Un singolare fenomeno di convergenza adattativa tra forme animali e vegetali è stato messo in risalto tra le diverse aree mediterranee del mondo: in particolare è evidente tra il chaparral californiano e il matorral cileno, dove alcune specie di uccelli sono addirittura in comune.
Come nella maggior parte degli ambienti mediterranei sono molto numerosi gli invertebrati, soprattutto coleotteri e farfalle, con molte specie endemiche.
Tra i vertebrati vi sono specie ad ampia valenza ecologica, adattati cioè a molti ambienti: ad esempio grandi predatori quali il puma (Puma concolor), la lince rossa (Lynx rufus) e il coyote (Canis latrans), ma anche specie praticamente esclusive, quasi solo roditori o lagomorfi specializzati a nutrirsi di piante coriacee, delle loro radici o bulbi. Tra questi, il citello della California (Otospermophilus beecheyi) e il citello o eutamia di Merriam (Tamias merriami), il silvilago del chaparral, (Sylvilagus bachmani) e altri Leporidi; il peromisco della California (Peromyscus californicus), il ratto canguro del Pacifico (Dipodomys agilis). Tra i mammiferi sono presenti inoltre insettivori come il toporagno ornato (Sorex ornatus) e la talpa della California (Scapanus latimanus), o specie a più ampia diffusione come il bassarisco (Bassariscus astutus) e la moffetta (Mephitis mephitis).
Anche tra gli uccelli alcune specie mostrano distribuzione geografica ed ecologica piuttosto ampia, e spesso sono in comune con le formazioni desertiche calde o fredde degli Stati Uniti occidentali, come il roadrunner (Geococcyx californianus), un veloce cuculo corridore da cui ha preso spunto un famoso personaggio dei fumetti; o l'avvoltoio dal collo rosso (Cathartes aura).
Altre specie sono invece esclusive o quasi del chaparral: il colino della California (Callipepla californica), il mimo della California (Toxostoma redivivum), i vistosi colibrì che succhiano il nettare dei fiori con il lungo becco come il colibrì di Costa (Calypte costae) o quello di Allen (Selasphorus sasin); Passeriformi di norma granivori come il Pipilo fuscus e l'Amphispiza belli; insettivori come la cincia scricciolo (Chamaea fasciata), quasi esclusiva degli ambienti mediterranei californiani, e il picchio Picoides pubescens, a più ampia diffusione in Nordamerica.
Anche i rettili sono molto numerosi nel chaparral, soprattutto i sauri iguanidi, ma anche serpenti velenosi come i crotali. Alcune specie sono tipiche della macchia, come l'anniella bella (Anniella pulchra), uno dei due soli rappresentanti della famiglia Anniellidae, comprensivo di questo solo genere a distribuzione ristretta alla California meridionale e della Baja California. Tra gli Iguanidi possiamo ricordare il comune frinosoma coronato, (Phrynosoma coronatum), l'uta (Uta stansburiana) ma anche specie del genere Scelophorus; tra i serpenti merita una menzione il serpente reale della California (Lampropeltis zonata), e l'altro Colubride Masticophis lateralis o il temibile crotalo verde (Crotalus viridis). Non mancano nemmeno un buon numero di anfibi, soprattutto anuri, alcuni dei quali sopportano un'aridità elevata. Ma non mancano neppure gli urodeli, di cui numerosi Pletodontidi e pochi Salamandridi sono legati a formazioni mediterranee montane di conifere e al chaparral. È il caso di alcuni Pletodontidi tra cui la salamandra verme della California (Batrachoseps attenuatus), e altre specie dello stesso genere, oppure Aneides lugubris e l'ensatina (Ensatina eschscholtzi).